# Crima din Orient Express (film din 1974)
Crima din Orient Express (în engleză Murder on the Orient Express) este un film de mister britanic din 1974, regizat de Sidney Lumet, produs de John Brabourne și Richard Goodwin și inspirat din romanul omonim din 1934 al Agathei Christie.
Filmul îl prezintă pe detectivul belgian Hercule Poirot (Albert Finney), căruia i se cere să investigheze uciderea unui magnat american la bordul trenului Orient Express. Un număr mare de vedete de cinema interpretează rolurile suspecților, printre care Lauren Bacall, Ingrid Bergman, Sean Connery, John Gielgud, Vanessa Redgrave, Michael York, Jacqueline Bisset, Anthony Perkins și Wendy Hiller⁠(d). Scenariul este scris de Paul Dehn⁠(d).
Filmul a avut parte de succes comercial și de critică. Bergman a câștigat Premiul Oscar pentru cea mai bună actriță în rol secundar, iar filmul a primit alte cinci nominalizări la cea de-a 47-a ediție a Premiilor Oscar pentru: cel mai bun actor (Finney), cel mai bun scenariu adaptat, cea mai bună muzică originală, cea mai bună imagine și cele mai bune decoruri.

## Distribuție
- Albert Finney — detectivul belgian Hercule Poirot
- Lauren Bacall — dna Hubbard/Linda Arden
- Martin Balsam — Bianchi
- Ingrid Bergman — Greta Ohlsson
- Jacqueline Bisset — contesa Helena Andrenyi
- Jean-Pierre Cassel — Pierre Paul Michel
- Sean Connery — colonelul Arbuthnot
- John Gielgud — Edward Beddoes, valetul lui Ratchett
- Rachel Roberts — Hildegarde Schmidt
- Anthony Perkins — Hector McQueen
- Vanessa Redgrave — Mary Debenham
- Wendy Hiller⁠(d) — prințesa Natalia Dragomiroff
- Richard Widmark — Ratchett/Lanfranco Cassetti
- Michael York — contele Rudolf Andrenyi
- Colin Blakely — Cyrus B. Hardman
- George Coulouris⁠(d) — dr. Constantine
- Denis Quilley⁠(d) — Antonio Foscarelli
- Vernon Dobtcheff⁠(d) — Concierge
- Jeremy Lloyd⁠(d) — A.D.C.
- John Moffatt⁠(d) — Chief Attendant

## Lansare
Filmul a fost distribuit apoi și în alte țări precum Republica Federală Germania (6 martie 1975) ș.a.

## Recepție

### Aprecieri critice
Enciclopedia cinematografică germană Lexikon des internationalen Films notează acest film cu 4 stele din 5 și îl descrie astfel: „Un pasager din Orient Express, care a rămas blocat în zăpadă pe calea ferată, este găsit ucis cu douăsprezece lovituri de pumnal. Detectivul particular belgian Hercule Poirot, partener de călătorie, lămurește contextul. Adaptare cinematografică strălucitoare vizual, cu nuanțe ironice, a unui roman al Agathei Christie. Un film de divertisment vesel-parodic, cu aromă de Hollywood și o distribuție de vedete internaționale.”.
Crima din Orient Express are în prezent un rating de aprobare de 90% pe site-ul agregatorului de recenzii Rotten Tomatoes, pe baza a 42 de recenzii (38 pozitive, 4 negative), cu o medie ponderată de 7,80/10. Consensul criticilor este următorul: „Crima, intriga și o distribuție plină de vedete fac ca această producție elegantă a Crimei din Orient Express să fie una dintre cele mai bune adaptări cinematografice ale Agathei Christie”.

### Premii și nominalizări
| An   | Premiu                                   | Categorie                                                                                | Nominalizat                     | Rezultat     |
| ---- | ---------------------------------------- | ---------------------------------------------------------------------------------------- | ------------------------------- | ------------ |
| 1974 | Premiile National Board of Review        | Top Ten Films                                                                            | Crima din Orient Express        | Câștigat     |
| 1975 | Premiile Oscar                           | cel mai bun actor                                                                        | Albert Finney                   | Nominalizare |
| 1975 | Premiile Oscar                           | cea mai bună actriță în rol secundar                                                     | Ingrid Bergman                  | Câștigat     |
| 1975 | Premiile Oscar                           | cel mai bun scenariu adaptat                                                             | Paul Dehn                       | Nominalizare |
| 1975 | Premiile Oscar                           | cea mai bună imagine                                                                     | Geoffrey Unsworth               | Nominalizare |
| 1975 | Premiile Oscar                           | cele mai bune costume                                                                    | Tony Walton                     | Nominalizare |
| 1975 | Premiile Oscar                           | cea mai bună coloană sonoră originală                                                    | Richard Rodney Bennett          | Nominalizare |
| 1975 | Premiile BAFTA                           | cel mai bun film                                                                         | John Brabourne, Richard Goodwin | Nominalizare |
| 1975 | Premiile BAFTA                           | cel mai bun actor                                                                        | Albert Finney                   | Nominalizare |
| 1975 | Premiile BAFTA                           | cea mai bună regie                                                                       | Sidney Lumet                    | Nominalizare |
| 1975 | Premiile BAFTA                           | cel mai bun actor într-un rol secundar                                                   | John Gielgud                    | Câștigat     |
| 1975 | Premiile BAFTA                           | cea mai bună actriță într-un rol secundar                                                | Ingrid Bergman                  | Câștigat     |
| 1975 | Premiile BAFTA                           | cea mai bună imagine                                                                     | Geoffrey Unsworth               | Nominalizare |
| 1975 | Premiile BAFTA                           | cel mai bun montaj                                                                       | Anne V. Coates                  | Nominalizare |
| 1975 | Premiile BAFTA                           | Premiul Anthony Asquith pentru muzică de film                                            | Richard Rodney Bennett          | Câștigat     |
| 1975 | Premiile BAFTA                           | cele mai bune decoruri                                                                   | Tony Walton                     | Nominalizare |
| 1975 | Premiile BAFTA                           | cele mai bune costume                                                                    | Tony Walton                     | Nominalizare |
| 1975 | Premiile Directors Guild of America      | realizare regizorală remarcabilă în domeniul filmelor                                    | Sidney Lumet                    | Nominalizare |
| 1975 | Premiile Edgar                           | cel mai bun scenariu al unui film                                                        | Paul Dehn                       | Nominalizare |
| 1975 | Premiile Evening Standard British Film   | cel mai bun film                                                                         | Sidney Lumet                    | Câștigat     |
| 1975 | Premiile Evening Standard British Film   | cel mai bun actor                                                                        | Albert Finney                   | Câștigat     |
| 1975 | Premiile Evening Standard British Film   | cea mai bună actriță                                                                     | Wendy Hiller                    | Câștigat     |
| 1975 | Premiile Writers' Guild of Great Britain | cel mai bun scenariu britanic                                                            | Paul Dehn                       | Câștigat     |
| 1976 | Premiile Grammy                          | Album cu cea mai bună muzică originală compusă pentru un film sau program de televiziune | Richard Rodney Bennett          | Nominalizare |
| 2005 | Premiile Satellite                       | Cel mai bun DVD al unui film clasic                                                      | Crima din Orient Express        | Nominalizare |